# Salaminische Tafel
Die Salaminische Tafel gilt als das älteste erhaltene Rechenbrett nach dem Funktionsprinzip des Abakus und wurde im Jahre 1846 bei Ausgrabungen auf der Insel Salamis (im Saronischen Golf zwei Kilometer von der Küste von Piräus, dem Hafen Athens) entdeckt. Die Tafel besteht aus weißem Marmor und ist rund 1,49 m lang, 0,75 m breit und 4,5 cm hoch. Sie wird zirka auf die Zeit 300 v. Chr. datiert und wird im Nationalmuseum in Athen (Epigraphical Museum, Lobby Raum 2) aufbewahrt.
Auf der Tafel eingemeißelt sind Rechenrubriken, attische Zahlzeichen zur Stellenbezeichnung und Münzsymbole. In einem Teil befinden sich fünf parallele Linien, im anderen Teil elf parallele Linien, die durch dazu senkrecht stehende Linien halbiert werden. Die Schnittpunkte an der 3., 6., 9. Linie sind durch ein Kreuz gekennzeichnet. Auf dieser Rechentafel konnte man lose Rechensteine hin und her verschieben. Moritz Cantor erläuterte die Einordnung der Tafel in der Geschichte der Mathematik.

## Beschreibung

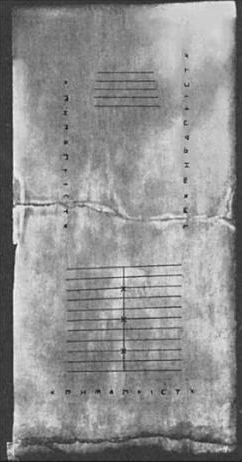
Salaminische Tafel abgebildet bei Wilhelm Kubitschek in: Numismatische Zeitschrift. Band 31, Wien 1899, S. 394 ff.

Kubitschek veröffentlichte folgende Beschreibung der Tafel von Adolf Wilhelm (Schreibweise des Zitats angepasst):

„Der Abacus von Salamis, eine 0,754 [m] breite, 1,49 [m] hohe, 0,045 [m] bis 0,075 [m] dicke Platte weißen Marmors, jetzt in zwei Stücke zerbrochen, zeigt auf der Oberseite eine glatte, aber nicht völlig ebene, sondern gegen die Mitte zu ein wenig eingesenkte Fläche, die gegen den äußeren Rand zu ein wenig aufläuft und nicht in scharfen Kanten, sondern in leichtem Rund zur glatten Seitenfläche übergeht, die ihrerseits ähnlich in die Unterfläche übergreift. Auf der Rückseite ist die Verdünnung der Platte so stark, dass die Dicke an der schwächsten Stelle nur 4,5 cm beträgt …
Auch die Unterseite ist geglättet, aber nicht eben, und ist durch Löcher beschädigt, die sich im Gefolge einer Ader schlechten Marmors eingestellt haben. Diese tritt auch auf der Oberseite in Streifen, Rissen und Löchern zutage und hat durch die Notwendigkeit der Abarbeitung die wellige Beschaffenheit der Oberflächen verschuldet.
Noch nicht bemerkt ist, dass auf der letzten der elf horizontalen Linien, vom Rand aus gerechnet, in der Mitte eine Kurve aufsitzt (…), und ebenso (nur, wohl einer Beschädigung des Steines wegen, unsymmetrisch) eine zweite Kurve auf der innersten der fünf Linien die Gegenseite (…); denn ich glaube, deren nur fünf zu erkennen: die Linie darunter, die man als sechste (von innen aus) betrachten könnte, läuft schief und ist vermutlich gleich einigen anderen regellosen Linien zufällige Zutat und nicht von vornherein eingetragen.
Es ist mir ferner aufgefallen, dass 4,8 cm von der innersten der fünf Linien entfernt der Marmor heller wird und das hellere Feld gegenüber dem dunkleren wie durch eine Linie begrenzt erscheint, die allerdings dem übrigen Liniensystem nicht völlig parallel läuft; ebenso deutlich sieht man auf der Gegenseite das Feld bis auf eine Entfernung von … cm von der innersten Linie dunkel und erst dann heller, gleichfalls von einer nicht völlig parallelen Linie begrenzt; vielleicht infolge ursprünglicher Bemalung. Die fünf Linien sind kürzer (0,22) als die elf der Gegenseite (0,38); auch sind sie in geringeren Zwischenräumen eingetragen und endigen nicht gleich letzteren in deutlichen Punkten.“

## Funktionsweise
Auf der Tafel dargestellt sind Griechische Zahlzeichen. Schon in der ionischen Periode sind Zahlsysteme für den schriftlichen Gebrauch aufgekommen, die wegen der sich ausweitenden Handelstätigkeit notwendig wurden. Es wurden zwei verschiedene Zahlnotierungen entwickelt, das ältere attische oder herodianische Zahlsystem und das jüngere, milesische System, welches später durch das indisch-arabische System verdrängt wurde.
Die beiden Zahlensysteme unterscheiden sich in ihrer Verwendung: das attische diente vorwiegend dem kaufmännischen Leben zur Fixierung von Geld- und Warenangaben sowie zur Bezeichnung der Spalten auf dem Abakus. Zum schriftlichen Rechnen war das attische Zahlsystem denkbar ungeeignet. Das milesische Zahlensystem, bei dem man ebenfalls Buchstaben des Alphabets Zahlen zuordnete war für die wissenschaftliche Mathematik geeignet. Beispielsweise rechneten Archimedes und Diophantos von Alexandria milesisch.
Die Salaminische Tafel hat waagrechte Linien, auf denen die Zählsteine hin- und hergeschoben wurden. Die Stellenbezeichnungen waren auf einer Seite mit griechischen Zahlzeichen von 1 bis 1000 angegeben, auf der anderen Seite waren Münzsymbole (von 1/8 Obol bis 6000 Drachmen) aufgezeichnet. In Griechenland wurden die Rechensteine (Kieselsteine) von links nach rechts geschoben. Der griechische Schriftsteller Herodot (485–425 v. Chr.) berichtet in seinen Reisebeschreibungen über Ägypten, dass die Ägypter im Gegensatz zur griechischen Gepflogenheit ihre Kieselsteine auf den Rechenbrettern von rechts nach links bewegten. Dies war die Grundlage für alle anderen Varianten des Abakus.
Steve Stephenson vertritt die Ansicht, dass die Salaminische Tafel ein Denkmal sei, welches den großen Fortschritt im Hinblick auf die arithmetischen Operationen dokumentiert, welches dieses Werkzeug den Menschen ermöglicht. Diese Berechnungen betrafen die Mathematik, Astronomie, Wissenschaft, Ingenieurwissenschaften, Architektur, die Staats- und Steuerbuchhaltung und die kaufmännische Buchhaltung. Er begründet diese These damit, dass die Marmortafel als Werkzeug zu groß sei, und man auch keine weiteren Tafeln gefunden hätte. Stephenson klassifiziert die Rechentafel als antiken, wissenschaftlichen Rechner („Ancient Scientific Calculator“) und hat einen modernen Abakus geschaffen, der auf dem System der Salaminischen Tafel aufgebaut ist.

## Zitat
Athenaios gibt im III. Buch seines Deipnosophistai (altgr. Δειπνοσοφισταί; dt. Gastmahl der Gelehrten) folgendes Beispiel für den Einsatz eines Rechenbretts:
Der Küchenchef rechnet ab
In dem Stück Der Augenkranke wird von einem Gast sein Unkostenbeitrag zu einem Gemeinschaftsmahl gefordert:
Gast: Wenn du mir nicht für alles einzeln Rechenschaft legst, kriegst du von mir nicht einen roten Heller!
Koch: Recht so! Bringt Rechenbrett und Steine.
Gast: Also los!
Koch: Für rohen Salzfisch macht’s fünf Groschen.
Gast: Weiter.
Koch: Für Muscheln sieben Groschen.
Gast: Gut so. Weiter.
Koch: Seeigel einen Obolos.
Gast: Ist recht.
Koch: Dann kam der Rettich, den ihr lobtet.
Gast: Ja, er war auch gut.
Koch: Ich zahlte zwei Obolen.
Gast: Wofür das Lob?
Koch: Fischwürfel drei Obolen.
Gast: Geschenkt! Und die Endivien kosten nichts?
Koch: Du kennst, mein Bester, nicht den Markt. Die Würmer haben alles Grünzeug ruiniert.
Gast: Und warum rechnest du den Salzfisch doppelt?
Koch: Es liegt am Händler, geh und frag ihn selbst. Der Aal macht zehn Obolen.
Gast: Nicht zu viel. Und weiter.
Koch: Den Bratfisch kaufte ich für eine Drachme.
Gast: Wie Fieber. Einmal sinkt’s dann steigt es wieder.
Koch: Dazu der Wein. Als ihr schon trunken wart, besorgt’ ich noch drei Krüge, jeder zu zehn Obolen.